# Lonchophylla
Lonchophylla is een geslacht uit de familie van bladneusvleermuizen van de Nieuwe Wereld (Phyllostomatidae). De wetenschappelijke naam van het geslacht werd in 1903 gepubliceerd door Oldfield Thomas.

## Soorten
Het geslacht omvat de volgende soorten:
- Lonchophylla bokermanni Sazima, Vizotto, & Taddei, 1978
- Lonchophylla chocoana Dávalos, 2004
- Lonchophylla concava E. A. Goldman, 1914
- Lonchophylla dekeyseri Taddei, Vizotto, & Sazima, 1983
- Lonchophylla fornicata Woodman, 2007
- Lonchophylla handleyi J. Edwards Hill, 1980
- Lonchophylla hesperia G. M. Allen, 1908
- Lonchophylla inexpectata Moratelli & Dias, 2015
- Lonchophylla mordax O. Thomas, 1903
- Lonchophylla orcesi Albuja & Gardner, 2005
- Lonchophylla orienticollina Dávalos & Corthals, 2008
- Lonchophylla peracchii Dias, Esbérard, & Moratelli, 2013
- Lonchophylla robusta G. S. Miller, 1912

Lonchophylla bokermanni · Lonchophylla chocoana · Lonchophylla concava · Lonchophylla dekeyseri · Lonchophylla fornicata · Lonchophylla handleyi · Lonchophylla hesperia · Lonchophylla inexpectata · Lonchophylla mordax · Lonchophylla orcesi · Lonchophylla orienticollina · Lonchophylla peracchii · Lonchophylla robusta